# Christian Heinrich Eckhard
Christian Heinrich Eckhard (* Juni 1716 in Quedlinburg; † 20. Dezember 1751 in Jena) war ein deutscher Jurist.

## Leben
Christian Heinrich wurde als Sohn des Pädagogen Tobias Eckhard und dessen Frau Maria Margaretha Brocke geboren. Nach Ausbildung durch seinen Vater und Privatlehrer besuchte er das Gymnasium seiner Geburtsstadt. Sein Studium der Rechtswissenschaften, aber auch der Geschichte sowie der Philologie begann er 1734 an der Universität Jena. 1737 wurde er Sekretär der lateinischen Gesellschaft in Jena. Nachdem er am 23. April 1738 zum Doktor der Rechte ernannt worden war, wurde er im selben Jahr Ephorus der lateinischen Gesellschaft.
1743 übertrug man ihm die ordentliche Professur der Rhetorik und Dichtkunst, und im selben Jahr erwarb er sich den akademischen Grad eines Magisters der Philosophie.
Im Sommersemester 1746 wurde er Rektor der Alma Mater.
Die außerordentliche Professur der Rechtswissenschaften überließ man ihm zusätzlich 1750. Bereits im Folgejahr jedoch verstarb Eckhard in Jena am 20. Dezember 1751 im Alter von 35 Jahren.
Eckhard hatte sich am 12. Juli 1744 in Jena mit Johanna Sophia Margaretha Hamberger (* 6. Januar 1726 in Jena; † 5. August 1788 ebenda), einer Tochter des Mediziners Georg Erhard Hamberger, verheiratet.

## Werke (Auswahl)
- De societate Leonina. Jena 1738 (Präsens Johann Georg Estor, Online)
- Monimentvm Pietatis Memoriae Optimi Parentis Sacrvm : hoc est vita M. Tobiae Eckhardi Illustris Gymnasii Quedlinburgensis Rectoris Quondam Meritissimi. Jena 1739 (Online)
- Specimen iuris Germanici de obligatione sub poena banni ecclesiastici et imperialis : oder: Bey Strafe des Bannes und der Acht. Jena 1739 (Resp. Johann Hartmann Ernst von Witzleben, Online)
- Commentatio De Ivre Imperii Sine Clenodiis Et Insignibvs Imp. Minvs Pleno Et Inefficaci In Germania Habito. Jena 1739 (mit Christian Gottlieb Buder, Online)
- Introductio in rem diplomaticam praecipue Germanicam : In qua regulae idoneae vera diplomata a falsis secernendi exponuntur. Jena 1742 (Online); Jena 1753 (Online)
- Anniversarium sacrum supplicationis ob formulam, quae divinioris doctrinae capita complectitur, Augustae Vindelicorum … 1630 publice recitatam. Jena 1743 (Online)
- Commentatio de C. Asinio Pollione, iniquo optimorum Latinitatis auctorum censore. Jena 1743 (Resp. Johann Friedrich Eckhard (1723–1794), Online)
- De Ivre Vtendi Levterationis Vel Simili Remedio Svspensivo Si Adpellationi Renvnciatvm Est, Dissertatio Ivridica. Jena 1745 (Resp. Johann Carl Schatz, Online)
- Vindiciae optimorum Latinitatis auctorum adversus iniquum censorem C. Asinium Pollionem. Jena 1745 (Online)
- De interrogationibvs in ivre apvd Germanos commentatio : ex antiquis Germaniae monimentis, chartis ac diplomatibus eruta, qua prisca iudicandi ratio explicatur, et varia instituta forensia illustrantur. Jena 1746 (Online)
- Orationem solemnem, memoriae Formulae religionis in senatu procerum imperii Augustae Vindelicorum promulgatae ex Institutio Religiosissimo immortalis Lynkeri consecrandam. Jena 1748 (Online)
- Orationem anniversariam in memoriam Augustanae Confessionis ex instituto Lynckeriano habendam rite indicit et de Concilio Tridentino antiquis purioris ecclesiae conciliis longe dissimili et proinde a protestantibus recte recusato. Jena 1749 (Online)
- Orationem anniversariam in memoriam Augustanae Confessionis ex instituto Lynkeriano. Jena 1750 (Online)
- Hermeneutica iuris, libri duo. Jena 1750 (Online)
- Orationem Anniversariam In Memoriam Formvlae Religionis In Avgvstanis Comitiis A. R. S. MDXXX. Recitatae Ex Institvto Immortalis Lynckeri Habendam. Jena 1751 (Online)